# Enicospilus amoenus
Enicospilus amoenus är en stekelart som beskrevs av Tang 1990. Enicospilus amoenus ingår i släktet Enicospilus och familjen brokparasitsteklar. Inga underarter finns listade i Catalogue of Life.